# Orgship
Orgship – debiutancki album Solar Quest, wydany w 1994 roku przez belgijską wytwórnię Freezone / SSR.
Album zawiera 8 utworów gatunku muzyki ambient.
Utwór "Save the Whale" został wydany jako singiel, a część utworów została użyta w jego innej płycie "Orgisms".

## Lista utworów
1. The Belle of Atlantis (11:29)
2. Singtree (6:20)
3. Awaken Kundalini (6:42)
4. Liquid Sky (8:50)
5. The Open Path (9:02)
6. Save the Whale (8:14)
7. Requiem For a Lily (3:35)
8. Flying Spirals (17:11)